# Architectural Association School of Architecture
Architectural Association School of Architecture je architektonická škola se sídlem v Londýně. Vznikla v roce 1847 a po několika změnách sídel se nakonec nachází na Bedford Square v londýnském obvodu Camden. Mezi absolventy školy patří například John Howkins, Rem Koolhaas, Ron Arad, John Pawson a Ram Karmi. Mezi zdejší vyučující patřili Gordon Pask, Earl Flansburgh, Liam Young, David Adjaye a Alison Brooks.